# 白腹海雀
，是鸻形目海雀科的一种鸟类。
白腹海雀体重约269.98克，翼长约146.2毫米，嘴峰长约20.1毫米，喙宽度约6.2毫米，喙厚度约12.6毫米，跗蹠长约29.4毫米，尾长约39毫米。白腹海雀是候鸟，其栖息在开放的海洋及海岛环境中，食性为肉食性，主要食物来源是水生动物。
白腹海雀分布于北太平洋和白令海；越冬于日本和南加州。该物种是单型物种，没有亚种分化。